# Maggie Chiang
Maggie Chiang (chinois traditionnel : 江美琪 ; pinyin : Jiāng měiqí) est une chanteuse taïwanais de mandopop. Elle est surnommée « chanteuse thérapeutique » (療傷系歌手) par les médias de langue chinoise pour son interprétation sincère des ballades.

## Biographie
Après avoir terminé ses études secondaires en 1998, Maggie Chiang participe au concours de chant MTV New Voice organisé par MTV, et remporte la quatrième place grâce à ses solides talents de chanteuse. Elle est ensuite invitée par le célèbre musicien Yao Qian à signer un contrat avec la toute nouvelle Viking Music Company, et devient la première chanteuse de la société. En juin 1999, Maggie sort son premier album 我愛王菲.
En avril 2010, Kwang Leung et Kung Sheng Min créent Star Entertainment Music à Taipei. Maggie Chiang devient la première chanteuse à être signée par le label discographique et sort deux nouvelles chansons 月光下 et 你是愛我的. Le 10 novembre de la même année, elle sort son nouvel EP 愛情的重量, qui est une compilation de ses deux précédents singles et de sa nouvelle chanson 愛情的重量. En mai 2011, Maggie Chiang est juge pour l'émission 2011快樂女聲 de Hunan TV dans la région de Xi'an, et est reconnue par les candidates et le public pour ses commentaires professionnels et gentils. En avril 2012, elle sort son neuvième album original 房間, dont les neuf chansons sont composées par Maggie Chiang.
Le 3 août 2013, Maggie Chiang participe à l'événement 公民1985行動聯盟 organisé par Citizen's Action Coalition 1985 en soutien au sergent Hong Zhongqiu,,,, soupçonné d'avoir été torturé et tué dans l'armée, ainsi qu'aux familles d'autres victimes de l'armée, et elle chante son chef-d'œuvre, 親愛的你怎麼不在身邊, avec un refrain chanté par 200 000 personnes, ce qui touche le cœur de nombreux participants à l'événement. Le 27 novembre 2014, elle sort son 10e album studio, 面具 (Mask). Cependant, en raison de sa grossesse, elle annonce son mariage lors d'un concert le 16 janvier 2015, et arrête complètement la promotion de son nouvel album.
Le 18 août 2022, Maggie Kong annonce rejoindre Warner Music. Le 24 octobre 2024, elle sort son nouvel album 圓的? 圓的! (Round ? Round !) 

## Discographie

### Albums studio
- 1999 : I Love Faye Wong (我愛王菲)
- 1999 : Love at Second Sight (第二眼美女)
- 2000 : Whispering Words (悄悄話)
- 2001 : Remembrance (想起)
- 2002 : Once Again (再一次也好)
- 2003 : Melody (美樂地)
- 2003 : Friend of a Friend (朋友的朋友)
- 2005 : Lover's Poem (戀人心中有一首詩)
- 2006 : Crybaby (愛哭鬼)
- 2012 : My Room (房間)
- 2017 : Dear World (親愛的世界)
- 2018 : As Long, As Life (我們都是有歌的人)
- 2024 : Round ? Round ! (圓的? 圓的!)

### Compilations
- 2004 : Beautiful But Lonely (又寂寞又美麗)

### EP
- 2010 : The Weight of Love (愛情的重量)

### Singles
- 2010 : Under The Moonlight (月光下)
- 2010 : You Do Love Me (你是愛我的)
- 2018 : Spinner (陀螺)